# Abd al-Málik
Abd al-Málik ibn Marwán (en árabe: عبد المالك بن مروان), denominado también Abdalmálik (La Meca, 646-9 de octubre de 705), es el quinto Califa Omeya y reinó durante el periodo 685-705. Luchó contra los bizantinos en Asia, prosiguió la expansión árabe por occidente hasta Túnez y acabó con las rebeldías de los territorios de Irak divididos entre zubairíes (partidarios de Ibn al-Zubair), chiíes y jariŷíes. Mandó construir la Cúpula de la Roca en Jerusalén. Realizó numerosas reformas, como hacer del árabe el idioma oficial del gobierno y expandió y reorganizó el servicio postal.

## Biografía
Abd al-Málik pasó su juventud en la ciudad de Medina hasta la rebelión de Ibn al-Zubayr en 682. Abandonó la ciudad cuando los Omeyas expulsaron a los rebeldes, pero tropezó en ese instante con el ejército sirio avanzando hacia Medina, se unió a ellos y les informó de los detalles de la ciudad, así como de sus defensas. Abd al-Málik accedió al califato tras el asesinato de su padre Marwán I en el año 685.

### Reinado
Abd al-Málik tuvo que afrontar numerosas dificultades al inicio de su mandato. Su principal objetivo fue poder gobernar en la actual Siria, Palestina y Egipto. Apoyó activamente a las tropas del general Al-Hayyach ibn Yúsuf en la reunificación del imperio Islámico que asignó las tierras a los omeyas.
Durante los primeros años de su mandato tuvo bastantes dificultades, ya que los territorios bajo su gobierno fueron asolados por diferentes epidemias de peste (685-686 y 688-690), así como por hambrunas. También sufrió varias rebeliones y un ataque bizantino a Siria.

### Patrón de las ciencias y las artes

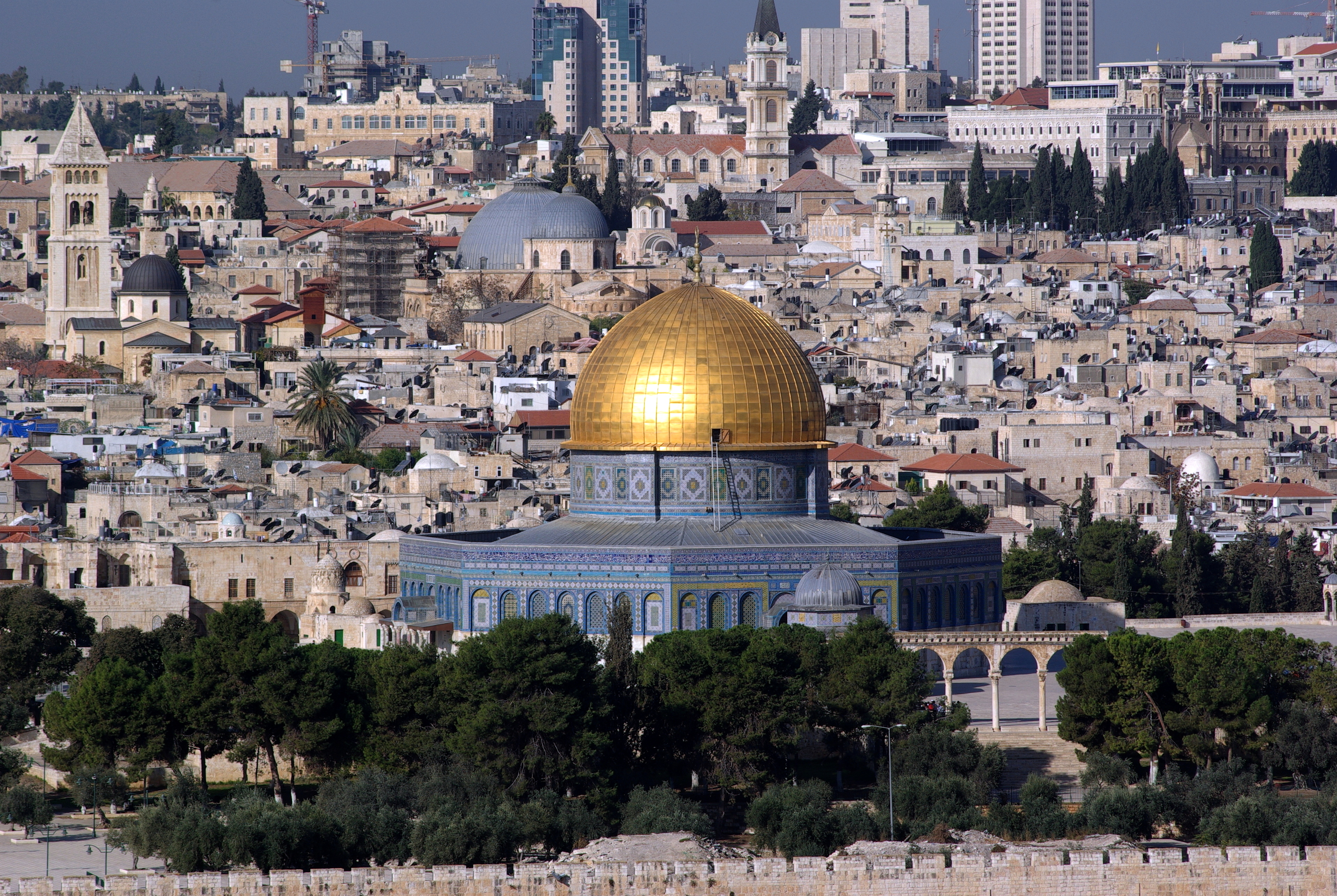
Cúpula de la Roca, construida por Abd al-Málik.

A pesar de estas preocupaciones, Abd al-Málik inició varias reformas para centralizar el control califal, organizó el sistema de correo y arabizó el diwán (administración árabe). Hizo que el árabe fuera el idioma oficial de la administración, reemplazando al griego y al persa; esta reforma ayudó a unificar el sistema de recolección de impuestos de varias provincias.
Construyó en Jerusalén la Cúpula de la Roca y la Mezquita de Al-Aqsa, denominada inicialmente 'la Mezquita de Aelia', que es posible contuviera la primera qibla. La mezquita de Jerusalén comenzó a ser construida bajo el reinado de Abd al-Málik ibn Marwán y la construcción duró siete años. Este esfuerzo hizo que hubiera conexión religiosa entre los musulmanes de Jerusalén y los de La Meca, donde reparó la Kaaba e instituyó la tradición de tejer una cubierta de seda para ella en Damasco.
Reemplazó la moneda de acuñación bizantina (sólido bizantino), que se solía usar en las transacciones junto con las persas, por otra con un estilo más islámico, el dinar, ordenando grabar en las monedas la frase "En el Nombre de Dios"; un año más tarde incluyó las aleyas coránicas "Dios es Único, Dios es Eterno", acto este que molestó a los alfaquíes (doctores de la ley) quienes denominaron a la nueva moneda makruha (la odiada). El emperador bizantino rechazó el uso de esta moneda provocando una crisis monetaria importante en 692, continuando el conflicto entre ambos poderes hasta el año 697.
Quizás fue el creador de lo que se conocerá como arte islámico, debido a sus esfuerzos de agrupar a los diferentes artistas durante su reinado.

### Cesión del califato
Los últimos años de reinado de Abd al-Málik fueron pacíficos. Las posibles crisis de sucesión fueron advertidas tempranamente por su padre, Marwán, que le señaló a Abd al-Málik la conveniencia de nombrar sucesor a su hermano Abd al-Aziz, pero Abd al-Málik cedió este honor a sus propios hijos. Su hermano murió justo cinco meses antes que él, y de esta forma el califato pasó sin problemas dinásticos a su hijo Walid, que se convirtió en Walid I. De su mujer y prima sobrina tercera, hija de Yazid I, fue hijo Hisham ibn Abd al-Málik. Fue también padre de Suleimán I y de Yazid II.
El 9 de octubre del año 705 Abd al-Málik moría en la ciudad de Damasco tras haber gobernado más de 21 años y ser el único gobernante de la historia que haya procreado a cuatro califas.

## Tensiones tribales entre qaysíes y yemeníes
Historiadores como Shaban, consideran incluso que la rivalidad entre facciones tribales de árabes del norte (qaysíes) y del sur (yemeníes), que existía desde mucho antes pero que provocaba conflictos cada vez más frecuentes e inquietantes para la solidez del régimen tras la muerte del califa Abd al-Málik en el 705, no sería de hecho más que la traducción en términos tradicionales de una oposición entre dos tendencias políticas: la que quería mantener un dominio árabe duro (los árabes del norte o qaysíes) y la de los yemeníes, que aceptaba una evolución hacia una mayor integración de los elementos musulmanes no árabes surgidos del movimiento de conversión al islam de los pueblos conquistados.
Shaban ve en estas denominaciones tribales una forma de designar verdaderos partidos o, al menos, tendencias con contenido político. Los qaysíes habrían sido una especie de halcones partidarios de seguir la expansión militar y mantener un estricto control político-social de los árabes sobre el conjunto del Dar al-Islam, mientras que los yemeníes habrían sido partidarios de una política más flexible, menos orientada hacia las conquistas exteriores y más preocupada por una integración satisfactoria en la Umma o Comunidad de los Creyentes de los neo-musulmanes no árabes.
Los califas Abd al-Málik (685-705) y su hijo Walid I (705-715) parecen haber llegado a mantener cierto equilibrio entre las dos tendencias, que se habían opuesto con violencia anteriormente, cuando el acceso al poder de Marwán I, padre de Abd al-Málik, en el año 684 (Marwán había accedido al poder con el apoyo de los yemeníes que habían derrotado a los qaysíes en la batalla de Marŷ Rāhit). Musa b. Nusayr, vinculado a la tribu yemení de Lajm, había sido nombrado gobernador de Qairawán por Walid. Parece ser que su política integradora, en cuanto que asoció a los bereberes en la expansión en España, había sido conforme a las tendencias de su clan. Esto no le ahorró la cólera del califa Suleimán I (715-717), considerado muy pro-yemení. La política de Umar II (717-720), que detuvo una ofensiva contra Constantinopla y buscó soluciones a los graves problemas sociales y fiscales planteados por el creciente número de conversos, puede ser igualmente considerada yemení.